# پیمان سن-ژرمن
پیمان سن-ژرمن-آن-له (به فرانسوی: Traité de Saint-Germain-en-Laye) که پیمان سن-ژرمن نیز خوانده می‌شود، روز ۱۰ سپتامبر سال ۱۹۱۹ بین متفقین جنگ جهانی اول و جمهوری اتریش امضا شد. به موجب این پیمان امپراتوری اتریش-مجارستان منحل گردید. همچنین نیروهای مسلح اتریش به تنها ۳۰ هزار نفر داوطلب محدود گشت.